# Starligue
Die Starligue ist die 1. französische Liga im Handball der Männer. Seit 2004 wird sie vom Ligaverband Ligue Nationale de Handball (LNH) organisiert. Ab der Saison 1952/53 trug sie den Namen „Nationale 1“, ab 1985/86 „Nationale 1A“, ab 1995/96 „Division 1“. Zur Saison 2016/17 übernahm erstmals ein Sponsor die Namensrechte. Die Liga hieß für fünf Jahre „Lidl Starligue“. Seit der Saison 2021/22 heißt sie „Liqui Moly Starligue“.

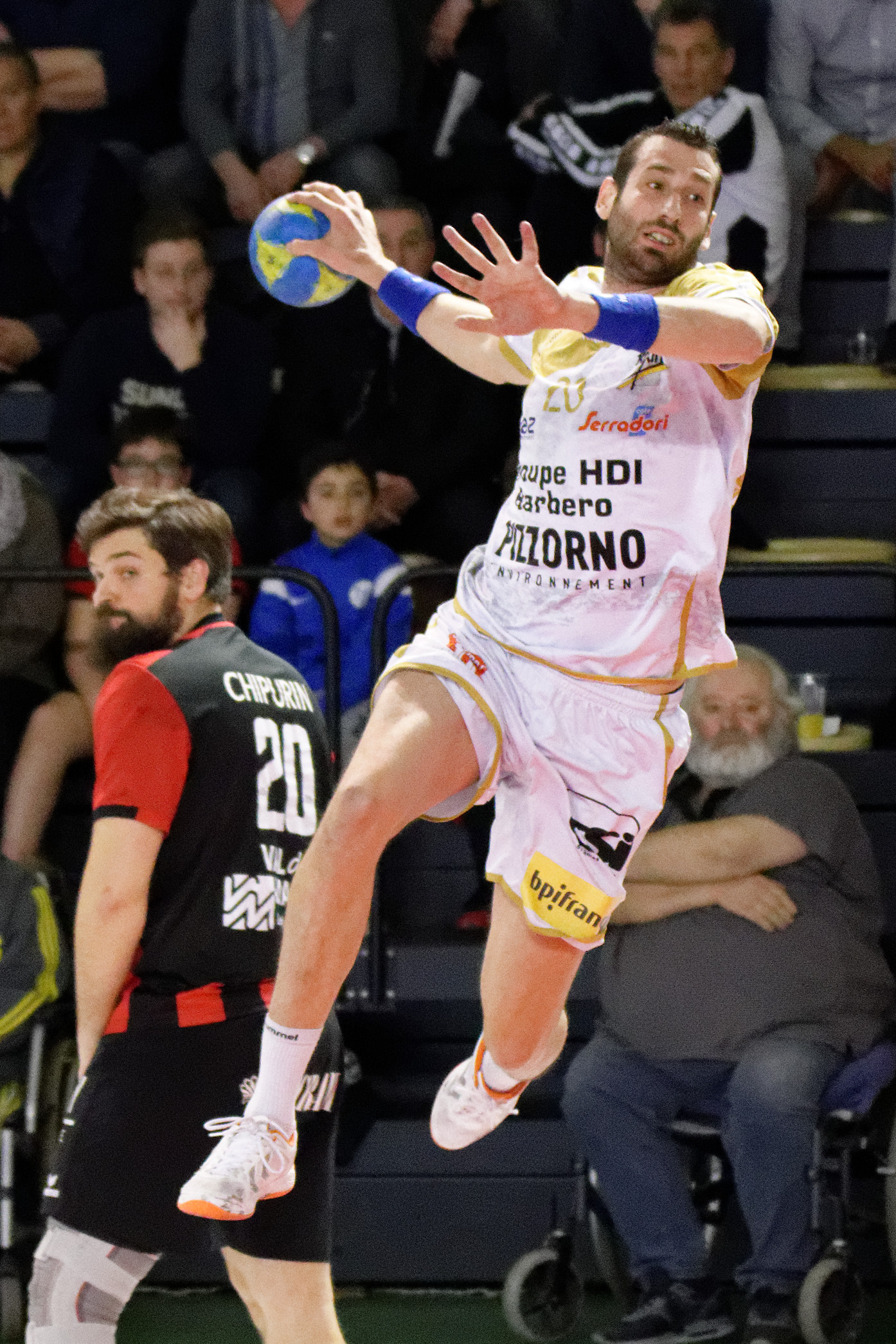
Rekordtorschütze Raphaël Caucheteux war von 2004 bis 2025 aktiv

## Teilnehmer 2025/26
| Rang 2024/25 | Verein                         | Ort                |
| ------------ | ------------------------------ | ------------------ |
| 1            | PSG Handball                   | Paris              |
| 2            | HBC Nantes                     | Nantes             |
| 3            | Montpellier Handball           | Montpellier        |
| 4            | Fenix Toulouse Handball        | Toulouse           |
| 5            | Saint-Raphaël Var Handball     | Saint-Raphaël      |
| 6            | USAM Nîmes Gard                | Nîmes              |
| 7            | Pays d’Aix UC                  | Aix-en-Provence    |
| 8            | Limoges Handball               | Limoges            |
| 9            | Chambéry SMB HB                | Chambéry           |
| 10           | Tremblay-en-France Handball    | Tremblay-en-France |
| 11           | Cesson-Rennes Métropole HB     | Cesson-Sévigné     |
| 12           | C’ Chartres Métropole handball | Chartres           |
| 13           | Dunkerque HBGL                 | Dunkerque          |
| 14           | Istres Provence Handball       | Istres             |
| neu          | Dijon Métropole Handball       | Ivry-sur-Seine     |
| neu          | Sélestat AHB                   | Créteil            |

## Französische Meister
- 1952/53: Villemomble Handball
- 1953/54: ASPP Paris Handball
- 1954/55: ASPP Paris Handball
- 1955/56: Paris Université Club
- 1956/57: ASPOM Bordeaux
- 1957/58: ASPOM Bordeaux
- 1958/59: Paris Université Club
- 1959/60: AS Mulhouse Handball
- 1960/61: Bataillon de Joinville Handball
- 1961/62: Paris Université Club
- 1962/63: Union sportive d’Ivry Handball
- 1963/64: US Ivry HB
- 1964/65: Stade Marseillais Université Club
- 1965/66: US Ivry HB
- 1966/67: Stade Marseillais Université Club
- 1967/68: Stella Sports Saint-Maur
- 1968/69: Stade Marseillais Université Club
- 1969/70: US Ivry HB
- 1970/71: US Ivry HB
- 1971/72: Stella Sports Saint-Maur
- 1972/73: Dijon Bourgogne HB
- 1973/74: Paris Université Club
- 1974/75: Stade Marseillais Université Club
- 1975/76: Stella Sports Saint-Maur
- 1976/77: Racing Club de Strasbourg handball
- 1977/78: Stella Sports Saint-Maur
- 1978/79: Stella Sports Saint-Maur
- 1979/80: Stella Sports Saint-Maur
- 1980/81: USM Gagny
- 1981/82: USM Gagny
- 1982/83: US Ivry HB
- 1983/84: Stade Marseillais Université Club
- 1984/85: USM Gagny
- 1985/86: USM Gagny
- 1986/87: USM Gagny
- 1987/88: USAM Nîmes
- 1988/89: US Créteil Handball
- 1989/90: USAM Nîmes
- 1990/91: USAM Nîmes
- 1991/92: Vénissieux handball
- 1992/93: USAM Nîmes
- 1993/94: Olympique de Marseille Vitrolles
- 1994/95: Montpellier HB
- 1995/96: Olympique de Marseille Vitrolles
- 1996/97: US Ivry HB
- 1997/98: Montpellier HB
- 1998/99: Montpellier HB
- 1999/2000: Montpellier HB
- 2000/01: Chambéry Savoie HB
- 2001/02: Montpellier HB
- 2002/03: Montpellier HB
- 2003/04: Montpellier HB
- 2004/05: Montpellier HB
- 2005/06: Montpellier HB
- 2006/07: US Ivry HB
- 2007/08: Montpellier AHB
- 2008/09: Montpellier AHB
- 2009/10: Montpellier AHB
- 2010/11: Montpellier AHB
- 2011/12: Montpellier AHB
- 2012/13: Paris Saint-Germain
- 2013/14: Dunkerque HBGL
- 2014/15: Paris Saint-Germain
- 2015/16: Paris Saint-Germain
- 2016/17: Paris Saint-Germain
- 2017/18: Paris Saint-Germain
- 2018/19: Paris Saint-Germain
- 2019/20: Paris Saint-Germain
- 2020/21: Paris Saint-Germain
- 2021/22: Paris Saint-Germain
- 2022/23: Paris Saint-Germain
- 2023/24: Paris Saint-Germain
- 2024/25: Paris Saint-Germain

In der Spielzeit 2021/22 gewann Paris Saint-Germain alle 30 Spiele in der französischen Liga, was zuvor noch keinem Verein gelungen war.